# Tetves csapások
A Tetves csapások (Lice Capades) a South Park című animációs sorozat 156. része (11. évad 3. epizódja). Elsőként 2007. március 21-én sugározták az Amerikai Egyesült Államokban. Magyarországon 2008. május 16-án mutatta be az MTV. Az epizódban a South Park-i általános iskolában tetvek jelennek meg, ami a gyerekeket elég rosszul érinti; a párhuzamosan zajló másik cselekményszálon a tetveket láthatjuk, akik mindezt katasztrófafilmbe illő cselekményként látják.

## Cselekmény
|  | Alább a cselekmény részletei következnek! |

Mrs. Garrison bejelenti, hogy tetvesség gyanúja miatt az egész osztályt át kell vizsgálniuk. A vizsgálat során kiderül Clyde számára, hogy tetves, és nagyon megrémül. Egy különleges tetűirtó sampont kap, de ez sem nyugtatja meg, mert attól fél, hogy a többi gyerek céltáblája lesz. Eközben a hajában élő tetvek egy idilli civilizációban léteznek. Egyikük, Travis, szembetalálkozik a vizsgálatot végző nővér szemével. Megrémül, mert úgy véli, hogy a világ, amiben élnek, tudomást szerzett róluk, és ezért dühös, így el kell költözniük máshová. Senki nem veszi őt komolyan, mígnem aznap este Clyde beveti a sampont, és a tetvek tömegesen pusztulnak el, köztük Travis felesége is. Csak néhány túlélő marad, köztük Travis, gyermekük, Remény, és a gonosz alelnök.
Másnap a gyerekek megkérdezik Mrs. Garrisont, hogy tudja-e, ki volt tetves. Ő azt válaszolja, hogy igen, de az iskolai szabályzat értelmében nem mondhatja el. Így az iskolások bizalmatlanok lesznek egymással szemben, és egészen addig elmennek, hogy Cartman egy "vértesztet" csinál, hasonlóan John Carpenter 1982-es A dolog című filmjéhez, (bár Kyle tévesen az ötlet forrásaként David Cronenberg 1986-os A légy című filmjét emlegeti) hogy kiderüljön, kinek vannak tetvei. Végül Cartman megvádolja Kennyt, mert állítása szerint Kenny csóró, és csak a csóróknak lehetnek tetveik. Kenny elmenekül, Clyde pedig egy kicsit megnyugszik.
Eközben a tetvek világában Travis továbbra is fenntartja, hogy el kell hagyniuk a világukat, és ezért az erdőn túli "Tiltott Zónába" kell menniük. Csak egy lány és az alelnök tartanak vele, és végül ők is élik túl. Amikor már elérnék céljukat, az alelnök lelövi a lányt, és közli, hogy Travisszel is végez (szétlövi a lábait), mert most újjáépítik a falujukat és végre elnök lesz. Az alelnök kineveti Travist, aki szerint a világuk él és tud róluk, és többször a földbe lő. Csakhogy Clyde megérzi a lövéseket, mint viszketést, ezért odanyúl, és az alelnököt leemeli a nyakáról és megöli.
Eközben a többiek arra készülnek, hogy Kennynek "zoknipancsit" adnak (azaz zoknikba csavart szappannal verik meg)  A bűntudatos Clyde Mrs. Garrisonhoz szalad segítségért. Közben a fiúk a veréshez készülnek, de Kyle nem tudja megtenni, és bevallja, hogy ő volt a tetves. Cartman ezt hallva beismeri, hogy ő is az volt, majd a megérkező Mrs. Garrison közli a gyerekekkel, hogy mindenki az osztályban, kivétel nélkül, tetves volt, mert nagyon gyorsan terjed a fertőzés. Ettől függetlenül Kennyt ugyanúgy megverik, mert hazudott arról, hogy tetves lenne.
Eközben Clyde fején a súlyosan sérült és haldokló Travist megmenti egy légy, és elviszi őt egy másik helyre, ahol lapostetvek élnek. Körbeviszik a falujukban, és elmondják neki, hogy már hosszú generációk óta élnek itt háborítatlanul. Mint kiderül, nem máshová került, mint Angelina Jolie fanszőrzetébe.